# فردریک مک کینلی جونز
فردریک مک کینلی جونز (انگلیسی: Frederick McKinley Jones; ۱۷ مهٔ ۱۸۹۳ – ۲۱ فوریهٔ ۱۹۶۱) مخترع بود.
وی همچنین برندهٔ جوایزی همچون مدال ملی فناوری و نوآوری شده‌است.